# Kana Asumi
Kana Asumi (阿澄 佳奈, Asumi Kana, Fukuoka, 12 de agosto de 1983) é uma dubladora japonesa. Até 2007 era afiliada a agência Voice & Heart, quando no ano seguinte se afiliou a 81 Produce. Ela ganhou o Prêmio de Melhor Atriz Protagonista no 7º Seiyu Awards. Em 14 de janeiro de 2014, Asumi anunciou que se casou em seu blog.

## Trabalhos

### Anime
2007
- Shugo Chara! (Ran)
- Tengen Toppa Gurren-Lagann (Kiyal)
- Hidamari Sketch (Yuno)
- Prism Ark (Bridget)
- Bokurano (Kana Ushiro)

2008
- Kyō no Go no Ni (Natsumi Hirakawa)
- Jigoku Shōjo Mitsuganae (Shina Tamayo)
- Shugo Chara!! Doki— (Ran)
- Sekirei (Yukari Sahashi)
- Hidamari Sketch×365 (Yuno)
- Persona -trinity soul- (Megumi Kayano)
- Rosario + Vampire Capu2 (Sumae Mizuno)

2009
- Umi Monogatari ~Anata ga Ite Kureta Koto~ (Marin)
- Kämpfer (Mikoto Kondō)
- Shugo Chara! Party! (Ran)
- Toaru Majutsu no Index (Hyoka Kazakiri)
- Toradora! (Sakura Kanō)
- Hayate no Gotoku!! (Fumi Hibino)

2010
- Amagami SS (Miya)
- MM! (Shizuka Sado)[4]
- Angel Beats! (Miyuki Irie)
- Kaichō wa Maid-sama (Honoka)
- Kami nomi zo Shiru Sekai (Chihiro Kosaka)
- Sekirei ~Pure Engagement~ (Yukari Sahashi)[5]
- Hidamari Sketch×☆☆☆ (Yuno)
- Working!! (Popura Taneshima)

2011
- Astarotte no Omocha! (Ísadóra Finnsdottír)
- Kami nomi zo Shiru Sekai II (Chihiro Kosaka)[6]
- Kämpfer für die Liebe (Mikoto Kondō)
- Toaru Majutsu no Index II (Hyoka Kazakiri)
- Dog Days (Yukikaze Panetone)
- Pretty Rhythm Aurora Dream (Aira Harune)
- Mayo Chiki! (Nakuru Narumi)[7]
- C3 (Kana Ayama)
- Working'!! (Popura Taneshima)
- Tamayura ~Hitotose~ (Kaoru Hanawa)[8]

2012
- Amagami SS+ plus (Miya Tachibana)
- Ano Natsu de Matteru (Mio Kitahara)
- Black Rock Shooter (Yū Kōtari)
- Busou Shinki Moon Angel (Kaguya)
- Busou Shinki TV Anime (Ann)
- Medaka Box Abnormal (Mizō Yukuhashi)
- Dog Days' (Yukikaze Panetone)
- Haiyore! Nyaruko-san (Nyarlathotep / Nyaruko)
- Hayate no Gotoku! Can't Take My Eyes Off You (Fumi Hibino)
- Pretty Rhythm: Dear My Future (Aira Harune)
- Hidamari Sketch Honeycomb (Yuno)

2013
- Dog & Scissors (Madoka Harumi)
- Devil Survivor 2: The Animation (Airi Ban)
- Haiyore! Nyaruko-san W (Nyaruko)[9]
- Sasami-san@Ganbaranai (Sasami Tsukuyomi)[10]
- Yama no Susume (Hinata Kuraue)
- Hayate no Gotoku! Cuties (Fumi Hibino)
- Gargantia on the Verdurous Planet (Melty)
- Boku-no-imoutowa"Osaka-okan" (Namika Ishihara)
- Hyperdimension Neptunia: The Animation (White Heart / Blanc)
- The World God Only Knows: Goddess Saga (Chihiro Kosaka)
- Puella Magi Madoka Magica the Movie: Rebellion (Nagisa Momoe)
- Hidamari Sketch: Sae & Hiro's Graduation Arc (Yuno)
- Non Non Biyori (Komari Koshigaya)
- Unbreakable Machine-Doll (Frey)
- Sekai de Ichiban Tsuyoku Naritai! (Elena Miyazawa)

2014
- Kanojo ga Flag o Oraretara (Kikuno Shōkanji)
- Nisekoi (Marika Tachibana)
- Mekakucity Actors (Ene / Takane Enomoto)
- Ryūgajō Nanana no Maizōkin (Tensai Ikkyū)
- Strike the Blood (Reina Akatsuki)
- Witch Craft Works (Touko Hio)
- Pretty Rhythm: All-Star Selection (Aira Harune)
- Encouragement of Climb 2 (Hinata Kuraue)
- Kamigami no Asobi (Balder Hringhorni)

### CD drama
- Tonari no Kaibutsu-kun (Yū Miyama)

### Jogos
- Busou Shinki Battle Masters (Arnval Mk.2)
- Devil Survivor Overclocked (Midori Komaki)
- Devil Survivor 2 Break Record (Airi Ban)
- Dragon Nest (Archer)
- Fire Emblem: Awakening (Lissa)
- Guilty Crown: Lost Xmas (Carol)
- Hyperdimension Neptunia (Blanc / White Heart)
- Hyperdimension Neptunia Mk2 (Blanc / White Heart)
- Hyperdimension Neptunia Victory (Blanc / White Heart)
- Marvel vs. Capcom 3: Fate of Two Worlds (Felicia)
- Ultimate Marvel vs. Capcom 3 (Felicia)
- Phantasy Star Online 2 (Patty)
- Solatorobo (Chocolat Gelato)
- Summon Night 5 (Spinel)
- Otomedius Excellent (Arnval, Ruby)
- Magical Girl Lyrical Nanoha A's Portable: The Gears of Destiny (Unbreakable Dark, Isis Egret)
- Ren'ai Kilometer Portable (Moe Osawa)
- Grand Chase: Dimensional Chaser (Io Jupiter)